# 渥拉斯顿陨石坑
渥拉斯顿陨石坑（Wollaston）是位于月球正面风暴洋中的一座小撞击坑，其名称取自发现了钯和铑元素的英国物理及化学家威廉·海德·渥拉斯頓（1776年-1828年），1935年该名称被国际天文学联合会正式接受。

## 描述

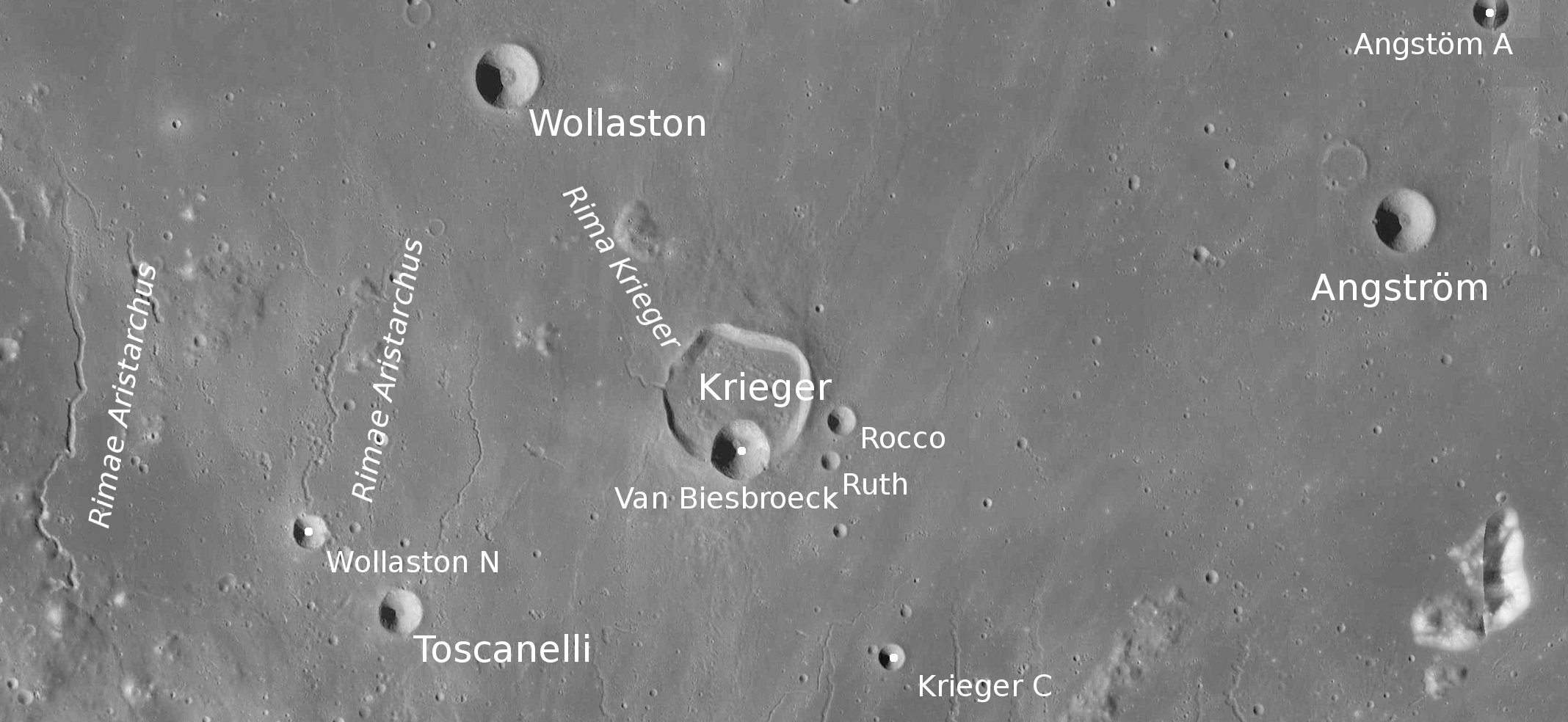
渥拉斯顿陨石坑的周边，月球勘测轨道飞行器拍摄。

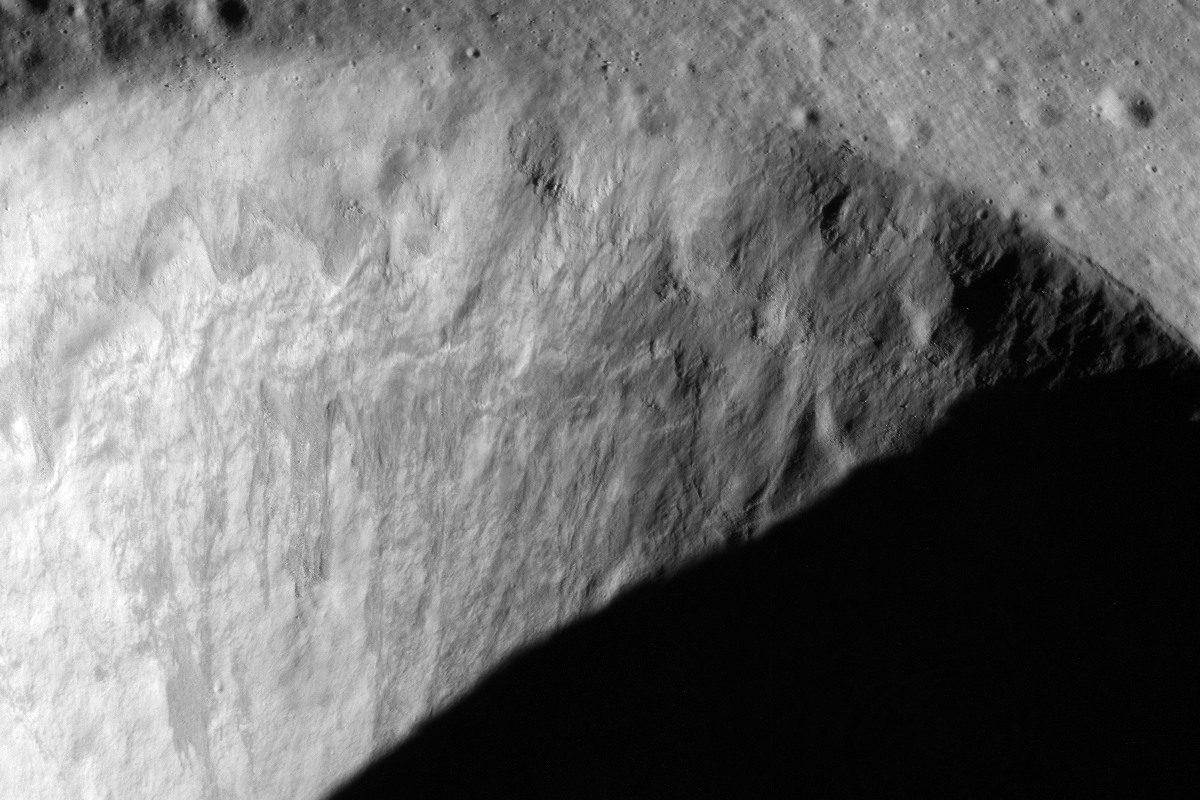
内壁上部详图

该陨坑西北和东北偏东分别毗邻较小的尼尔森陨石坑和格罗特胡森陨石坑、东侧和南面分别坐落了埃格斯特朗陨石坑和更大的克里格陨石坑，碗状的托斯卡内利陨石坑位于它的西南，它的西南及东南偏南分别蜿蜒着阿里斯塔克斯月溪和克里格月溪，而往东南更远处则坐落了哈宾杰山脉。该陨坑中心月面坐标为30°36′N 46°59′W / 30.6°N 46.98°W，直径9.64公里，深约1.59公里。
渥拉斯顿陨石坑外观呈圆碗状，反照率明显高于周边月海表面，显示出年轻陨石坑的典型特征（也是曾记录到的月食期间表面温度异常的陨坑之一）。该陨坑坑壁凸起，没见有后续撞击侵蚀的痕迹，环四周覆盖着一圈喷出物覆盖层。陨坑坑壁平均高出周边地形360米，坑内容积约35.83立方千米。形态特征隶属于ALC 型（以该类陨石坑的典型代表——卫星坑阿尔巴塔尼环形山 C所命名）。

## 卫星陨石坑
按惯例，最靠近渥拉斯顿陨石坑的卫星坑将在月图上以字母标注在它的中心点旁边。
| 渥拉斯顿 | 纬度    | 经度    | 直径   |
| -------- | ------- | ------- | ------ |
| D        | 33.1° N | 48.7° W | 5 公里 |
| N        | 28.3° N | 48.1° W | 6 公里 |
| P        | 29.3° N | 49.9° W | 5 公里 |
| R        | 29.5° N | 50.8° W | 6 公里 |
| U        | 31.0° N | 52.9° W | 3 公里 |
| V        | 30.9° N | 54.0° W | 4 公里 |

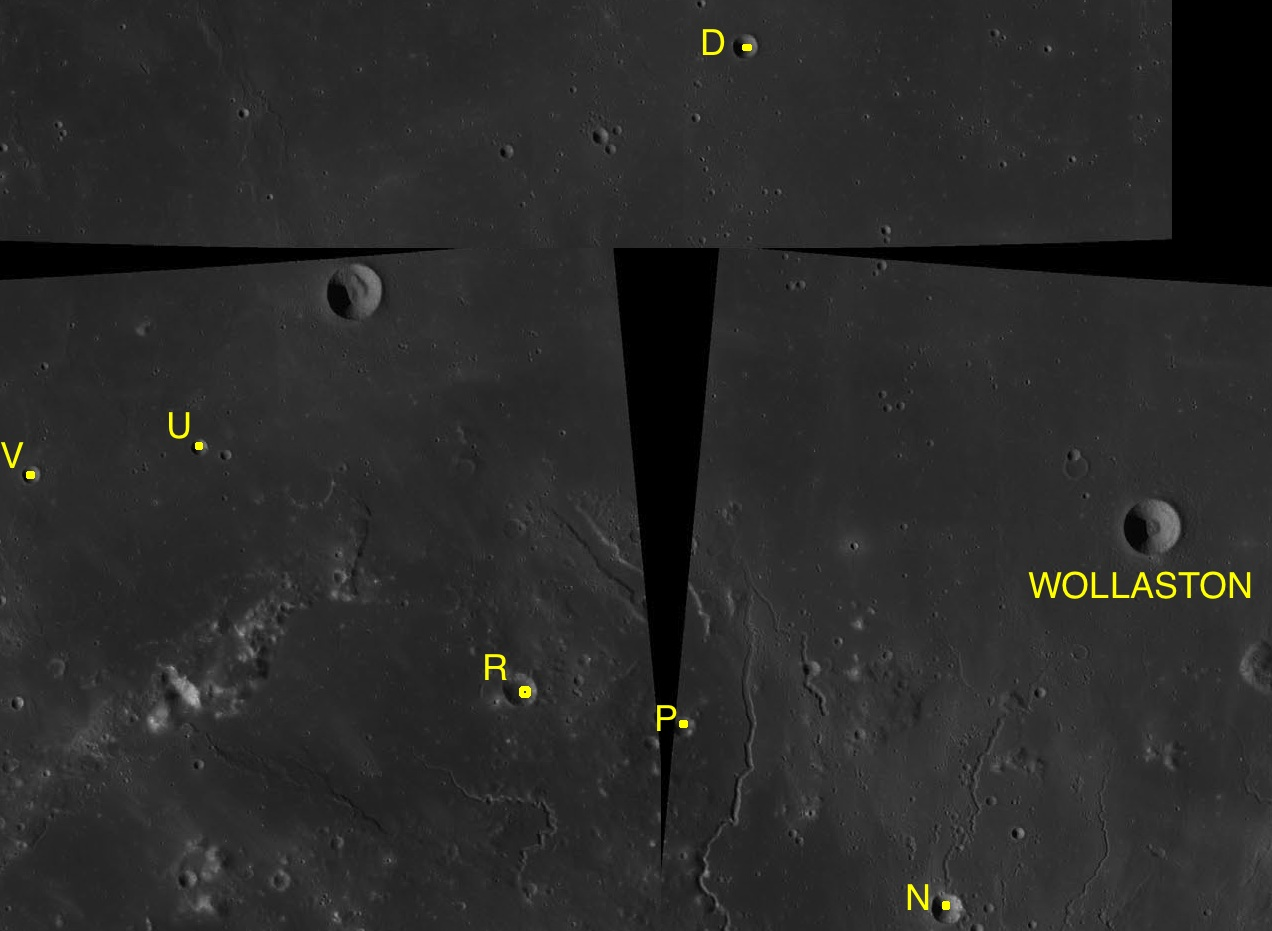
LAC-23、LAC-38及LAC-39拼接图

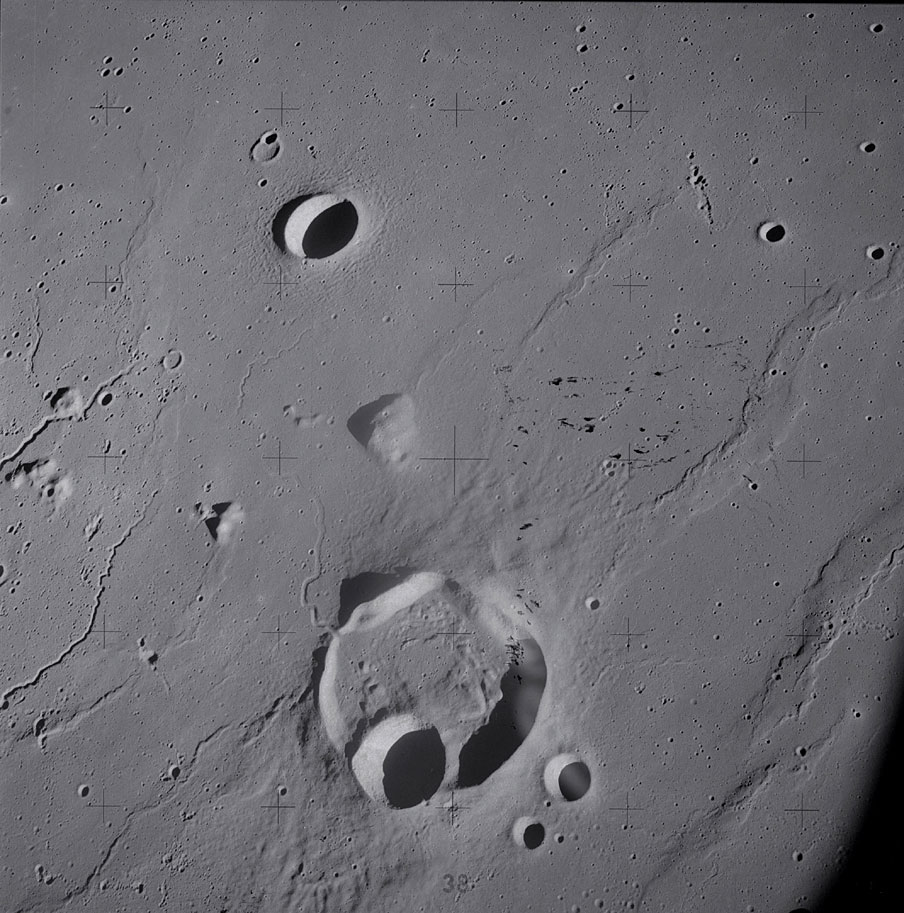
阿波罗15号拍摄的渥拉斯顿陨石坑（左上）和克里格陨石坑（下部），美国宇航局图片。

- 卫星坑渥拉斯顿 C在1973年国际天文学联合会更名为尼尔森陨石坑。

## 另请参阅
- Andersson, L. E.; Whitaker, E. A. . NASA RP-1097. 1982.
- Blue, Jennifer. . USGS. July 25, 2007  [2007-08-05]. （原始内容存档于2012-04-08）.
- Bussey, B.; Spudis, P. . New York: Cambridge University Press. 2004. ISBN 978-0-521-81528-4.
- Cocks, Elijah E.; Cocks, Josiah C. . Tudor Publishers. 1995. ISBN 978-0-936389-27-1.
- McDowell, Jonathan. . Jonathan's Space Report. July 15, 2007  [2007-10-24]. （原始内容存档于2012-05-26）.
- Menzel, D. H.; Minnaert, M.; Levin, B.; Dollfus, A.; Bell, B. . Space Science Reviews. 1971, 12 (2): 136–186. Bibcode:1971SSRv...12..136M. doi:10.1007/BF00171763.
- Moore, Patrick. . Sterling Publishing Co. 2001. ISBN 978-0-304-35469-6.
- Price, Fred W. . Cambridge University Press. 1988. ISBN 978-0-521-33500-3.
- Rükl, Antonín. . Kalmbach Books. 1990. ISBN 978-0-913135-17-4.
- Webb, Rev. T. W.  6th revised. Dover. 1962. ISBN 978-0-486-20917-3.
- Whitaker, Ewen A. . Cambridge University Press. 1999. ISBN 978-0-521-62248-6.
- Wlasuk, Peter T. . Springer. 2000. ISBN 978-1-85233-193-1.